# Valergues

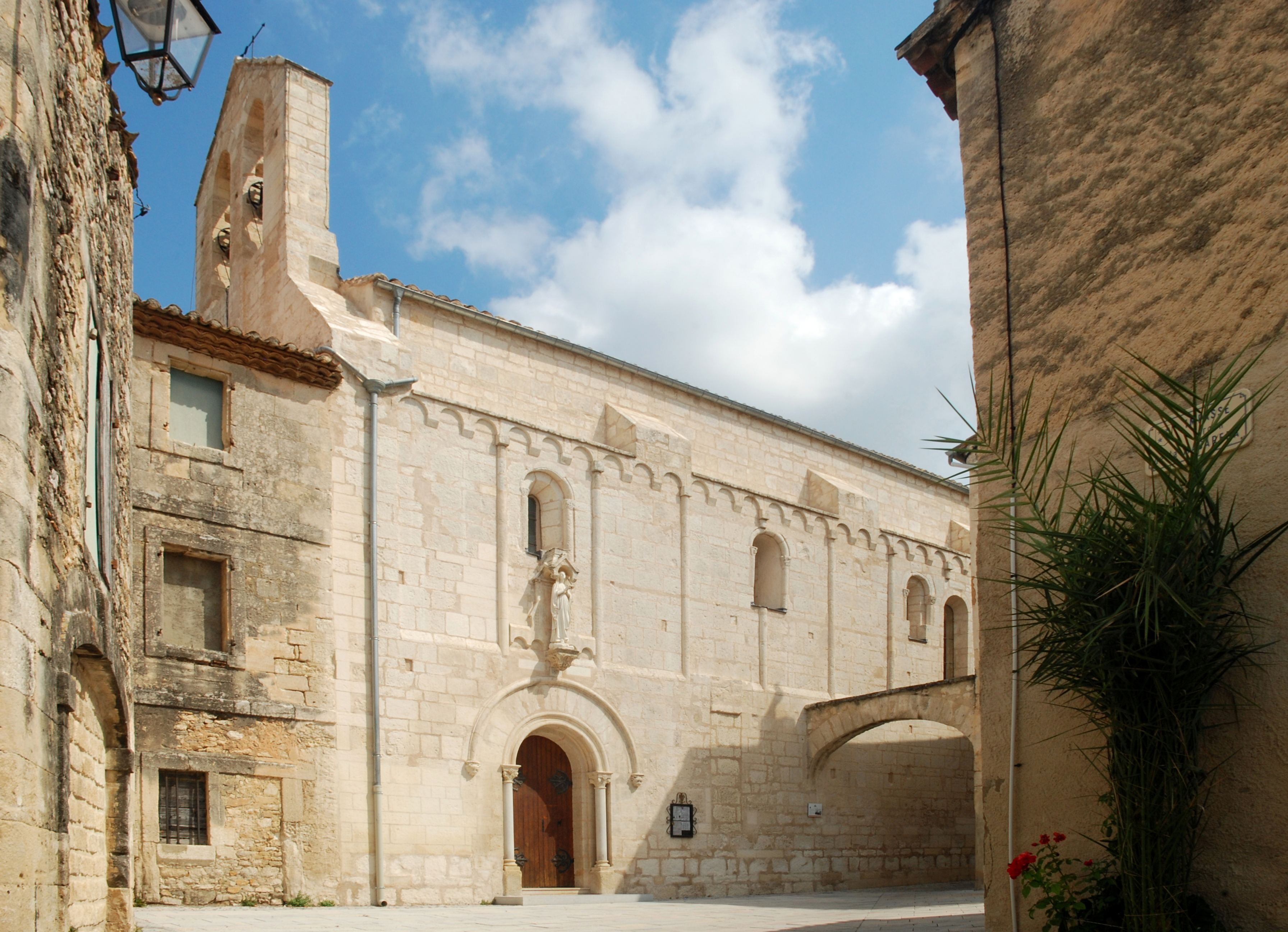
Kościół św. Agaty w Valergues, 2010

Valergues – miejscowość i gmina we Francji, w regionie Oksytania, w departamencie Hérault.
Według danych na rok 1990 gminę zamieszkiwało 936 osób, a gęstość zaludnienia wynosiła 180 osób/km² (wśród 1545 gmin Langwedocji-Roussillon Valergues plasuje się na 362. miejscu pod względem liczby ludności, natomiast pod względem powierzchni na miejscu 1006.).

## Populacja

Populacja Valergues w latach 1962-2008